# Mundo HP
Mundo HP es una comunidad en línea creada especialmente para los usuarios de productos de la compañía de tecnología Hewlett-Packard, cuyo objetivo es que éstos cuenten con mayores beneficios y puedan obtener más valor por la compra de su equipo HP.

## Características Generales
Mundo HP busca acompañar a los usuarios de productos HP durante su experiencia de uso, brindándoles orientación e información para que puedan obtener el mayor potencial de sus equipos.
Dentro de este espacio personalizado, las personas que recientemente hayan adquirido un equipo HP podrán encontrar desde tutoriales y consejos informáticos, hasta ofertas especiales e información para actualizar su equipo.
El ingreso a la comunidad de Mundo HP se realiza de la siguiente manera: todos los compradores de equipos HP por venta directa (como notebooks, PCs de escritorio, accesorios, etc.) reciben una invitación por Correo electrónico. El usuario debe seguir las instrucciones de ese correo electrónico, completar un breve formulario y podrá acceder a Mundo HP.

## Principales componentes de Mundo HP
- Un espacio de contenidos exclusivos (www.hp.com.ar/mundohp) con artículos de interés, tutoriales, guías y consejos.
- Información personalizada, dividida según el grado de conocimiento, la experiencia y el interés de cada usuario, además de ofertas pensadas para cada uno de estos perfiles.
- Newsletters mensuales para comunicar actualizaciones, novedades, beneficios e información relevante.
- Comunicación sobre descuentos, promociones y ofertas especiales para que los usuarios puedan renovar o actualizar su PC o notebook.

## Objetivo final del programa
Todas los elementos mencionados precedentemente están destinados a cumplir un objetivo principal de HP: forjar un vínculo a largo plazo con cada cliente, que vaya mucho más allá de la mera transacción y que brinde experiencias de uso valiosas y personalizadas.